# Lincoln City FC
Lincoln City FC är en engelsk professionell fotbollsklubb i Lincoln, Lincolnshire grundad 1884. Hemmamatcherna spelas på Sincil Bank Stadium. Smeknamnet är The Imps eller The Red Imps och härstammar från legenden om Impen i Lincoln. Klubben spelar sedan säsongen 2019/2020 i League One.

## Historia

Klubbens ligaplaceringar från och med 1892.

Klubben grundades 1884, även om man haft klubbar i staden som spelat sedan 1860-talet. 1889 var man med och bildade Midland Football League, som man vann första säsongen. Lincoln City var sedan en av de tolv klubbar som var med och bildade Second Division i The Football League 1892. Klubbens bästa säsong är en femteplats i Second Division säsongen 1901/02. Många anser dock att det bästa lag som klubben har haft är det som blev mästare av Central League 1911/12, efter att klubben röstats ur The Football League 1908 och 1911. Man vann även Midland League för andra gången 1908/09. Före första världskriget spelade man därefter i The Football League från 1912 till krigsutbrottet.
Efter kriget röstades Lincoln City ur The Football League 1920 och gick i stället med i Midland League, som man vann 1920/21. På hösten samma år var man med och bildade Third Division North i The Football League och man vann den divisionen första gången säsongen 1931/32. Det blev två säsonger i Second Division och nästa gång man vann Third Division North var 1947/48. Säsongen efter åkte man dock ur Second Division direkt, men det dröjde bara till säsongen 1951/52 innan klubben vann Third Division North för tredje gången. Efter nio säsonger i Second Division, med som bäst en åttondeplats säsongen 1955/56, åkte man ned till Third Division 1961. Redan första säsongen där åkte man ur igen, nu till Fourth Division.
Lincoln City lyckades vinna Fourth Division säsongen 1975/76, men 1979 var man nere igen. 1980/81 gick man upp till Third Division tack vare en andraplats, men 1986 åkte man ned till Fourth Division och året efter åkte man ur hela The Football League och ned till Football Conference. Den ligan vann man dock direkt och kom tillbaka till The Football League efter bara ett år. Säsongen 1997/98 kom man trea i fjärdedivisionen, som då bytt namn till Third Division i och med bildandet av FA Premier League, och gick upp till tredjedivisionen Second Division. Sejouren där blev bara ettårig och därefter spelade Lincoln City i fjärdedivisionen till och med 2010/11 (den hade vid det laget bytt namn till League Two), då man åkte ned till Conference Premier.
Säsongen 2016/17 skapade Lincoln City rubriker i hela världen när man tog sig hela vägen till kvartsfinal i FA-cupen. Det var första gången sedan 1914 som en klubb utanför English Football League (tidigare kallad The Football League) tog sig så långt. På vägen slog man ut bland andra Ipswich Town och Brighton & Hove Albion, båda från The Championship, och Burnley från Premier League. I kvartsfinalen ställdes man mot toppklubben Arsenal i London och förlorade med 0–5.
Samma säsong vann Lincoln City National League och uppflyttning till English Football League efter en sexårig frånvaro.
Nästföljande säsong, 2017/18, vann Lincoln City EFL Trophy efter seger över finalmotståndaren Shrewsbury Town med 1–0 på Wembley Stadium, där klubben spelade för första gången någonsin.
Den 5 april 2019 bestämdes det att Nettleham Ladies FC skulle bli Lincoln City Women från den 1 juni samma år. Lincoln vann League Two den 22 april 2019 genom att spela 0-0 mot Tranmere Rovers. Laget hade varit först sedan den 25 augusti 2018 och uppflyttningen ledde till den första säsongen i League One sedan säsongen 1998/99. 
Den 9 september lämnade den dåvarande tränaren Danny Cowley, för att ta över Huddersfield Town i Championship. Den nuvarande tränaren Michael Appleton tog över laget den 20 september samma år.

## Spelare

### Spelartrupp
Uppdaterad den 13 augusti 2025 
| 1  | England | George Wickens   | 8 november 2001 | Fulham (-24)          |
| 13 | England | Zach Jeacock     | 8 maj 2001      | Birmingham City (-24) |
| 21 | England | Jamie Pardington | 20 juli 2000    | Cheltenham Town (-24) |

| 2  | Zimbabwe      | Tendayi Darikwa  | 13 december 1991  | Apollon Limassol (-24) |
| 4  | Nederländerna | Lewis Montsma    | 25 april 1998     | FC Dordrecht (-20)     |
| 5  | England       | Adam Jackson     | 18 maj 1994       | Hibernian (-20)        |
| 6  | England       | Ryley Towler     | 6 maj 2002        | Portsmouth (-25)       |
| 15 | England       | Sonny Bradley    | 13 september 1991 | Derby County (-25)     |
| 22 | England       | Tom Hamer        | 1 oktober 1999    | Burton Albion (-24)    |
| 35 | England       | MJ Kamson-Kamara | 14 februari 2006  | Lincoln City FC        |
| 39 | England       | Charlie Parks    | 19 april 2007     | Lincoln City FC        |

| 7  | Saint Lucia | Reeco Hackett    | 9 januari 1998    | Portsmouth (-23)         |
| 8  | England     | Tom Bayliss      | 6 april 1999      | Shrewsbury Town (-24)    |
| 10 | Irland      | Jack Moylan      | 1 september 2001  | Shelbourne (-24)         |
| 11 | Skottland   | Ethan Hamilton   | 18 oktober 1998   | Accrington Stanley (-23) |
| 12 | Sverige     | Erik Ring        | 24 april 2002     | AIK (-24)                |
| 14 | Skottland   | Conor McGrandles | 24 september 1995 | Charlton Athletic (-24)  |
| 16 | Wales       | Dom Jefferies    | 22 maj 2002       | Gillingham (-24)         |
| 26 | Irland      | Oisin Gallagher  | 2 december 2004   | Lincoln City FC          |
| 37 | England     | Gbolahan Okewoye | 20 november 2006  | Lincoln City FC          |

| 9  | Irland    | James Collins  | 1 december 1990   | Derby County (-25)    |
| 17 | England   | Rob Street     | 26 september 2001 | Cheltenham Town (-24) |
| 18 | Skottland | Ben House      | 5 juli 1999       | Eastleigh (-22)       |
| 34 | England   | Freddie Draper | 28 juli 2004      | Lincoln City FC       |
| 36 | USA       | Zane Okoro     | 7 maj 2007        | Lincoln City FC       |

Not: Spelare i kursiv stil är inlånade.

### Utlånade spelare
| Nr | Land       | Pos | Namn                                            |
| -- | ---------- | --- | ----------------------------------------------- |
| —  | Nordirland | MF  | JJ McKiernan (i Burton Albion till 31 maj 2026) |

| Nr | Land | Pos | Namn |
| -- | ---- | --- | ---- |

## Meriter

### Liga
- The Championship eller motsvarande (nivå 2): Femma 1901/02 (högsta ligaplacering)
- League One eller motsvarande (nivå 3): Mästare 1931/32 (North), 1947/48 (North), 1951/52 (North)
- League Two eller motsvarande (nivå 4): Mästare 1975/76
- National League eller motsvarande (nivå 5): Mästare 1987/88, 2016/17
- Midland Football League: Mästare 1889/90, 1908/09, 1920/21
- Central League: Mästare 1911/12

### Cup
- FA-cupen: Kvartsfinal 2016/17
- Ligacupen: Fjärde omgången 1967/68
- EFL Trophy: Mästare 2017/18
- Lincolnshire Senior Cup: Mästare 1886/87, 1890/91, 1891/92, 1893/94, 1907/08, 1909/10, 1911/12, 1913/14, 1914/15, 1919/20, 1921/22, 1923/24, 1925/26, 1926/27, 1930/31, 1931/32, 1933/34, 1934/35, 1945/46, 1947/48, 1948/49, 1950/51, 1955/56 [delad], 1961/62, 1963/64 [delad], 1965/66 [delad], 1966/67, 1968/69, 1969/70, 1974/75, 1980/81, 1981/82, 1984/85, 1990/91, 1997/98, 2004/05, 2006/07, 2013/14